# Station Dziembówko
Station Dziembówko is een spoorwegstation in de Poolse plaats Dziembówko.